# 姜兆锡
姜兆锡（1666年—1745年），字上均，江苏丹阳人。
康熙二十九年（1690年）舉人。選授湖北蒲圻縣知縣，以病辭歸。乾隆初年，因大學士鄂爾泰推薦，充三禮館纂修官，“寅入申出，以勤博称时”。长于经学，尤致力于《三礼》之阐发。先后撰成《周礼辑义》、《礼记章义》、《仪礼经传内编外编》。